# Johannes Wallinder
Johannes Wallinder, född 1 juni 1832 i Vilske-Kleva socken, Skaraborgs län, död 28 mars 1906 i Halmstad, var en svensk skolman och präst.
Wallinder blev student i Uppsala 1854, filosofie kandidat 1859 och filosofie magister 1860. Han blev kollega vid Borås lägre elementarläroverk 1859, adjunkt vid Skara högre elementarläroverk 1861 och lektor vid Vänersborgs högre elementarläroverk 1862. Wallinder var tillförordnad rektor vid Karlstads högre allmänna läroverk 1865–1880, blev lektor vid sistnämnda läroverk 1878, prästvigdes samma år, var inspektor för folkskollärarseminariet i Karlstad 1877–1886 och var kontraktsprost 1880–1886. Han var kyrkoherde i Halmstads församling från 1885, blev prost 1887, var inspektor för Halmstads högre allmänna läroverk 1893–1905 och kontraktsprost 1894–1906. Han promoverades till teologie doktor 1897 och var inspektor för Halmstads elementarläroverk för flickor 1901–1905.